# مديرية الحصن

تعديل مصدري - تعديل

مديرية الحصن إحدى مديريات محافظة صنعاء اليمنية. بلغ عدد سكانها 30124 نسمة عام 2004. تقع إلى الشرق من العاصمة صنعاء.

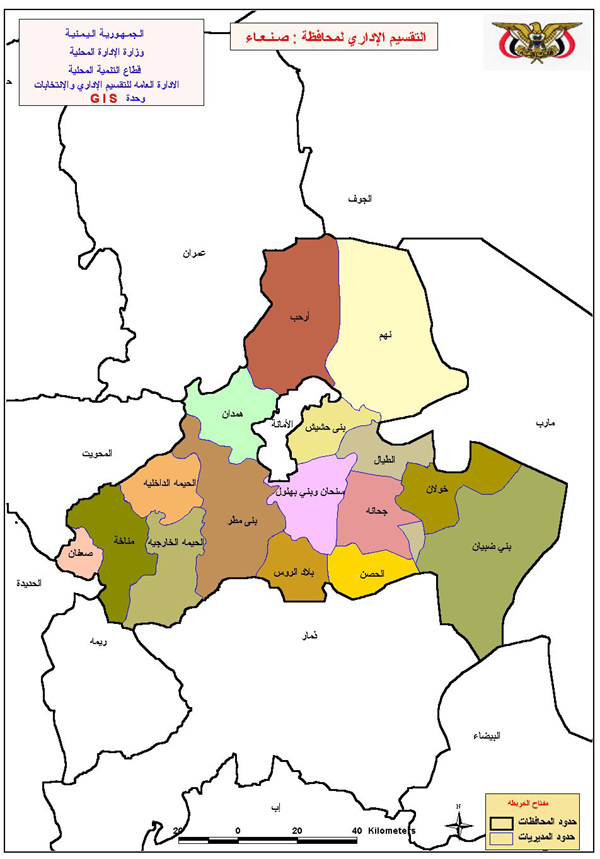
موقع مديرية الحصن في محافظة صنعاء